# 기적을 넘어서
기적을 넘어서(C'Era Una Volta..., More Than A Miracle)는 프랑스에서 제작된 프란체스코 로시 감독의 1967년 멜로/로맨스, 판타지, 코미디 영화이다. 소피아 로렌 등이 주연으로 출연하였고 카를로 폰티 등이 제작에 참여하였다.

## 출연

### 주연
- 소피아 로렌
- 오마 샤리프

### 조연
- 조르주 윌송
- 레슬리 프렌치
- 돌로레스 델 리오
- 마리나 말파티
- 안나 노가라
- 리타 포자노
- 로즈마리 마틴
- 카를로타 바릴리
- 로사 마리아 마틴
- 플뤼르 몸벨리
- 카를로 피사카네

## 제작진
- 미술: 피에로 폴레토